# Günther Oestmann
Günther Oestmann (* 7. Mai 1959 in Bremen) ist ein deutscher Uhrmacher und Wissenschaftshistoriker.

## Leben
Oestmann besuchte das Gymnasium an der Kleinen Helle und machte von 1979 bis 1982 eine Ausbildung zum Uhrmacher. Anschließend studierte er von 1983 bis 1990 an der Eberhard Karls Universität Tübingen und der Universität Hamburg Kunstgeschichte, Neuere Geschichte und Geschichte der Naturwissenschaften. Seit 1990 Magister, wurde er 1992 mit einer Doktorarbeit über die astronomische Uhr des Straßburger Münsters zum Dr. phil. promoviert. Bis 1994 war er Volontär am Landesmuseum Württemberg in Stuttgart. Nach einer Tätigkeit als Wissenschaftlicher Assistent am Institut für Geschichte der Naturwissenschaften der Universität Hamburg habilitierte er sich 2001 mit einer Monographie über Heinrich Rantzau und die Astrologie.
2002 legte Oestmann die Meisterprüfung an der Bundesfachschule für Uhrmacher in Karlstein an der Thaya ab. Danach arbeitete er zur Geschichte der Navigation. Von 2006 bis 2008 war er Konservator der Abteilung Schifffahrt des Deutschen Museums in München. 2009 übernahm er eine Gastprofessur am Institut für Philosophie, Wissenschaftstheorie, Wissenschafts- und Technikgeschichte der Technischen Universität Berlin. Seit 2010 lehrt er dort als Privatdozent und wurde 2017 zum außerplanmäßigen Professor ernannt.
Seine Forschungsschwerpunkte sind die maritime Geschichte, Geschichte der wissenschaftlichen Instrumente und Uhren, Astronomie und mathematische Geografie sowie die Geschichte der Astrologie.

## Auszeichnungen
- Philipp-Matthäus-Hahn-Preis der Stadt Kornwestheim (1993)
- Prix Gaïa des Internationalen Uhrenmuseums in La Chaux-de-Fonds (2013)[3]
- Wahl zum korrespondierenden Mitglied der Académie internationale d’histoire des sciences (2. November 2014)
- Dr. Alan Shenton Award der Antiquarian Horological Society, Ticehurst (2015)

## Schriften
- Die astronomische Uhr des Strassburger Münsters. Funktion und Bedeutung eines Kosmos-Modells des 16. Jahrhunderts. Verlag für Geschichte der Naturwissenschaften und der Technik, Stuttgart 1993, ISBN 3-928186-12-4 (= Dissertation, Universität Hamburg, 1991).
- Schicksalsdeutung und Astronomie. Der Himmelsglobus des Johannes Stoeffler von 1493. Württembergisches Landesmuseum, Stuttgart 1993, ISBN 3-929055-28-7 (Ausstellungskatalog).
- Uhren und Instrumente der Familie Hager. Städtisches Museum, Braunschweig 1999, ISBN 3-927288-29-2 (Ausstellungskatalog).
- Heinrich Rantzau und die Astrologie. Ein Beitrag zur Kulturgeschichte des 16. Jahrhunderts. Braunschweigisches Landesmuseum, Braunschweig 2004, ISBN 3-927939-65-X (= Habilitationsschrift, Universität Hamburg, 2001).
- Ein Bremer Navigationslehrer auf „Auslandsreise“ – Arthur Breusings Besuch der Navigationsschulen in Preußen, Lübeck und Hamburg im Jahre 1858, in: Gudrun Wolfschmidt (Hg.): „Es gibt für Könige keinen besonderen Weg zur Geometrie“ – Festschrift für Karin Reich (=Studien zur Geschichte der Mathematik und der Naturwissenschaften, Hg. Menso Folkerts, H. 60), Augsburg 2007, S. 357–370.
- Mit Friederike Boockmann, Paolo Bussotti und Daniel A. di Liscia: „‘Nicht das Kindt mit dem Badt außschuetten’: Zur Rolle einer Pseudowissenschaft im Zeitalter der Wissenschaftlichen Revolution: Die Astrologie bei Johannes Kepler, Heinrich Rantzau und Galileo Galilei“ (PDF; 12 MB) Akademie Aktuell: Zeitschrift der Bayerischen Akademie der Wissenschaften, 4/2008, S. 51–60.
- Heinrich Johann Kessels (1781–1849): Ein bedeutender Verfertiger von Chronometern und Präzisionspendeluhren (= Acta Historica Astronomiae. Bd. 44). Harri Deutsch, Frankfurt am Main 2011, ISBN 978-3-8171-1884-7.
- Auf dem Weg zum „Deutschen Chronometer“: Die Einführung von Präzisionszeitmessern bei der deutschen Handels- und Kriegsmarine bis zum Ersten Weltkrieg (= Deutsche Maritime Studien. Bd. 21). Hauschild, Bremen 2012, ISBN 978-3-89757-522-6.
- Geschichte, Konstruktion und Anwendung des Astrolabiums bei Zifferblättern astronomischer Uhren, Editions »Institut l’homme et le temps« – Musée International d’Horlogerie, La Chaux-de-Fonds, Oberhausen 2014, ISBN 978-3-89896-572-9
- The Astronomical Clock of Strasbourg Cathedral: Function and Significance. Übers. Bruce W. Irwin (= Scientific Instruments and Collections: Studies published Under the Auspices of the Scientific Instrument Commission, Hg. Giorgio Strano, 8), Brill, Leiden/Boston 2020, ISBN 978-90-04-42346-6

## Herausgeber
- mit H. Darrel Rutkin und Kocku von Stuckrad: Horoscopes and public spheres. Essays on the history of astrology. Walter de Gruyter, Berlin 2005, ISBN 3-11-018545-8.